# Schönhausen
Schönhausen és un municipi del districte de Stendal, a Saxònia-Anhalt (Alemanya). És la seu administrativa de la comunitat Elbe-Havel-Land.

## Geografia
La comunitat Schönhausen (Elba) es troba a 70 km al nord de Magdeburg, al costat oriental del riu Elba, a mig camí entre Rathenow i Stendal.

## Història
Schönhausen va ser fundada a principis del segle xiii  pels bisbes de Havelberg. L'edifici més antic del lloc data de 1222 i és una església d'estil romànic construïda amb maó. El 1562, a través de l'anomenada Permutationsvertrag, la vila va passar a ser part del territori dels Bismarck.
Durant la Guerra dels Trenta Anys, la vila va ser gairebé destruïda per Suècia. Al començament del segle xviii  els castells de Bismarck es van acabar de construir. L'1 d'abril de 1815 hi va néixer Otto von Bismarck, no obstant això, l'any següent es va traslladar a Pomerània. Després de la mort del seu pare aquest es va fer càrrec de la seva família. El 2 d'agost de 1958 el Castell de Bismarck és declarat Patrimoni de la Humanitat per ser símbol del militarisme prussià.

Escut d'armes de la ciutat de Schönhausen

## Persones il·lustres
- Príncep Otto von Bismarck (* 1 d'abril de 1815 a Schönhausen, † 30 de juliol de 1898 a Friedrichsruh), primer canceller de l'Imperi alemany, nascut al castell que ja no existeix.
- Príncep Otto Christian von Bismarck (* 25 de setembre de 1897 a Schönhausen; † 24 de desembre de 1975 a Friedrichsruh), polític, diputat del Bundestag i el Reichstag. Net de l'anterior, i pare de la comtessa Gunilla von Bismarck.
- Alwin Belger (* 1891 a Schönhausen, † 1945 a Bremen-Vegesack), educador i escriptor.
- Annett Louisan (* 2 d'abril de 1977 a Havelberg), va créixer a Schönhausen, cantant de música pop.